# Lamprechtshausen
Lamprechtshausen ist eine Gemeinde im Norden des österreichischen Bundeslandes Salzburg mit 4078 Einwohnern (Stand 1. Jänner 2024). Die rund 32 km² große Gemeinde umfasst 22 einzelne Ortschaften. Große Bedeutung kommt der Landwirtschaft zu; vorherrschender Betriebstyp ist die Grünlandwirtschaft. In Gewerbe und Industrie liegen die Schwerpunkte in den Branchen Metallbearbeitung und Bauwesen.

## Geografie
Lamprechtshausen liegt im Norden des Bezirks Salzburg-Umgebung (Flachgau) rund 22 Kilometer nördlich von Salzburg und befindet sich somit im Salzburger Alpenvorland. Die Gemeinde ist Teil des Gerichtsbezirks Seekirchen am Wallersee. Das Gemeindegebiet ist teils flach, teils leicht hügelig. Die Landschaft besteht zum überwiegenden Teil aus landwirtschaftlich genutzten Flächen, Waldgebiete gibt es nur wenige.
Lamprechtshausen liegt an keinem größeren Gewässer. Im Gemeindegebiet gibt es einige kleine Bäche; der größte davon ist der insgesamt rund 18 km lange Pladenbach, der knapp außerhalb Lamprechtshausens in der Gemeinde Dorfbeuern entspringt und mehr als die Hälfte der Grenze zum westlich benachbarten Bürmoos einnimmt. Das bedeutendste Gewässer ist die Oichten, die das Gemeindegebiet nur am Rande berührt und die gesamte Grenzlinie zur Gemeinde Nußdorf am Haunsberg bildet.

### Gemeindegliederung
Das Gemeindegebiet von Lamprechtshausen teilt sich in vier Katastralgemeinden:
- Arnsdorf
- Lamprechtshausen
- Schwerting
- St. Alban

Die 22 einzelnen Ortschaften und ihre Einwohnerzahlen (Stand 1. Jänner 2024) sind:
- Asten (206)
- Ausserfürt (24)
- Bruck (276)
- Gresenberg (28)
- Hausmoning (425)
- Innerfürt (19)
- Knotzing (6)
- Lamprechtshausen (1749)
- Loipferding (20)
- Maxdorf (53)
- Niederarnsdorf (324)
- Nopping (45)
- Oberarnsdorf (250)
- Reicherting (14)
- Riedlkam (208)
- Sankt Alban (57)
- Schmieden (18)
- Schwerting (109)
- Stockham (133)
- Weidental (65)
- Wildmann (7)
- Willenberg (42)

### Nachbargemeinden
| Sankt Georgen bei Salzburg                            | Moosdorf (Oberösterreich)                   | Dorfbeuern           |
| Bürmoos                                               | Kompassrose, die auf Nachbargemeinden zeigt | Dorfbeuern           |
| Sankt Georgen bei Salzburg und Oberndorf bei Salzburg | Göming                                      | Nußdorf am Haunsberg |

## Geschichte
Antike, Mittelalter und Neuzeit
Schon in der Antike lässt sich in Lamprechtshausen in der Ortschaft Wildmann eine schwache Besiedelung nachweisen, und in Oberarnsdorf zeigt der Fund eines Bronzeschwertes im Weiler Hansled von noch früherer Besiedelung.
Seit 520 lässt sich mit dem Bevölkern der Gegend durch die Bajuwaren eine ständige Besiedelung nachweisen. Das erste Mal urkundlich erwähnt wurde Lamprechtshausen im Jahr 768, als ein Herefried von Lambrechtshausen Güter an das bayrische Kloster Otting schenkte.
Arnsdorf ist mit seiner Kirche „Maria im Mösl“ seit annähernd 800 Jahren eine Wallfahrtsstätte und damit eine der ältesten Marienwallfahrtsorte Österreichs.
Von 1538 bis 1540 wurde die Pfarrkirche von Lamprechtshausen mit Ausnahme des Turms, der noch aus der Zeit um 1100 stammt, neu erbaut. 1637 ist Magister Johann Wilhelm Byrer, vorher Pfarrer in Lamprechtshausen in Tieringen, Oberdigisheim, Meßstetten und Hossingen bis zu seinem Tod 1639 als protestantischer Pfarrer in der Lamprechtskirche in Meßstetten Württemberg ordiniert.
Der Zustrom zur Wallfahrtskirche in Arnsdorf wurde im 17. Jahrhundert so groß, dass man 1646 in Oberarnsdorf einen Pfarrhof errichtete, in den der Pfarrer von Lamprechtshausen übersiedelte.
In Stockham forderte 1714 eine Flecktyphusseuche insgesamt 16 Todesopfer. Während dieser Seuche war Stockham von Soldaten umstellt. Zum Gedenken an die Opfer wurde 1968 vom damaligen Bürgermeister Sepp Aigner ein Pestmaterl errichtet.
Das alte Schulhaus in Arnsdorf wurde 1771 erbaut und es ist zurzeit das älteste Schulhaus Österreichs, in dem noch unterrichtet wird. Der Salzburger Domkapellmeister Michael Haydn komponierte 1792 seine ersten vierstimmigen Lieder im Pfarrhof von Arnsdorf.
19. Jahrhundert
Bis 1805 war Lamprechtshausen Teil des Erzbistums Salzburg und wechselte mit diesem auch vom Kurfürstentum zu Bayern und 1816 endgültig zum Kaiserreich Österreich. 1820 fand die 300-Jahr-Feier der Wallfahrtskirche Arnsdorf statt, bei der man rund 20.000 Pilger zählte.
Im Jahr 1882 wurde die Freiwillige Feuerwehr Lamprechtshausen gegründet, die von Arnsdorf im Jahr 1897.
Seit 1896 ist Lamprechtshausen an die Bahnstrecke nach Salzburg angeschlossen, als das erste Teilstück bis Oberndorf eröffnet wurde.
20. Jahrhundert bis heute
Zu Beginn des 20. Jahrhunderts wurde die Lamprechtshausener Pfarrkirche umgebaut; das neue Kirchenschiff wurde 1905 errichtet und 1929 der Pfarrhof.
1934 erfolgten das Verbot der sozialdemokratischen und der kommunistischen Partei sowie im Rahmen des nationalsozialistischen Umsturzversuches in Österreich, dem sogenannten Juliputsch, ein Putsch der NSDAP in Lamprechtshausen (siehe Literaturangaben). Der Ort stand unter kommissarischer Verwaltung.
→ Lamprechtshausener NS-Putsch
Im Juli 1938 wurde das Lamprechtshausner Weihespiel des Nationalsozialisten Karl Springenschmid aufgeführt.
Eine Typhusepidemie forderte 1945 in Lamprechtshausen  zahlreiche Todesopfer.
Ab den 1960er Jahren erfolgte eine stetige Verbesserung der örtlichen Infrastruktur.
In den Jahren 1959 und 1960 wurde eine neue Volksschule mit Turnhalle errichtet, die schon 1960 durch eine Sturmkatastrophe stark beschädigt wurde. Die gesamte Gemeinde wurde durch das Unwetter schwerst in Mitleidenschaft gezogen. Von 1967 bis 1969 erfolgte die Errichtung der Hauptschule, die nur fünf Jahre später um sechs Klassenräume erweitert wurde.

Am 1. Juli 1967 wurde ein Teil des Gemeindegebietes um Zehmemoos ausgegliedert und der neu entstandenen Gemeinde Bürmoos zugeordnet.
1974 fand die erste Bauernweihnacht in Arnsdorf statt.  Das neue Gemeindeamt mit Vereinsmöglichkeiten entstand von 1975 bis 1976, und 1977 wurde mit dem ersten Bauabschnitt der Ortskanalisation begonnen. 1977 erfolgte auch der erste „Gruber-Mohr-Gedenkgang Arnsdorf–Oberndorf“.  1977/1978 erfolgte der Aus- und Umbau der bestehenden Feuerwehrzeugstätte sowie die Einrichtung der Einsatzzentrale Flachgau-Nord der Freiwilligen Feuerwehr und des Roten Kreuzes. 1979 wurde im Erdgeschoß des Gemeindeamtes das Postamt eingerichtet.
Im Jahr 1980 schlossen sich die Käsereien Lamprechtshausen, Arnsdorf, Asten und Riedlkam zu einer gemeinsamen Käsereigenossenschaft zusammen. 1981/1982 entstand eine neue Feuerwehrzeugstätte in Arnsdorf.

Am 29. Juli 1985 fegte ein orkanartiger Sturm über die nördlichen Teile des Gemeindegebietes. Im Gebiet der Ortschaften Maxdorf, Außerfürth, Innerfürth, Wildmann und Stockham fielen tausende Festmeter Sturmholz an und Gebäude wurden teils schwer beschädigt. Die erst am Vortag eingeweihte Andräkapelle  wurde nur leicht beschädigt.

Im Jahre 1986 wurde die Kläranlage des Reinhalteverbandes ihrer Bestimmung übergeben. Der Kindergarten mit vier Gruppen wurde in den Jahren 1986 und 1987 errichtet. 1989 nahm das neu errichtete Hackschnitzelfernheizwerk seinen Betrieb auf und versorgt seither die öffentlichen Gebäude sowie Privathäuser mit Fernwärme.
Im Jahr 1991 wurde Lamprechtshausen zur Modellgemeinde erklärt.  1993 erfolgte die Eröffnung der Bedarfshaltestelle an der Bahnstrecke Salzburg–Lamprechtshausen in Arnsdorf-Stierlingwald.

Als im Jahre 1994 in Lamprechtshausen Probebohrungen nach Erdgas und Erdöl durchgeführt wurden, fand man stattdessen 83 °C heißes Thermalwasser. Allerdings erwies sich die Schüttung als zu gering, als dass man es für einen Thermalbetrieb hätte nutzen können.

1995 und 1996 erfolgte durch Ankauf eine Vergrößerung des Sportplatzangebotes. 1997 führte man die Straßenbenennung mit einer Neuvergabe der Hausnummern ein; bis dahin wurden die Hausadressen nicht systematisch nach dem Standort, sondern nach der Baureihenfolge vergeben.
Im Jahre 1998 erfolgte ein zäh erkämpfter Standortbeschluss und 1999 die Spatenstichfeier für ein neues Mehrzweckgebäude. 1999 wurde die Gemeinde Landessieger im österreichweit durchgeführten Wettbewerb „100 km Hecke bis zum Jahr 2000“  und erhielt die Auszeichnung „Goldene Hagebutte“.
Im Jahr 2001 erfolgte der Abschluss der Grundzusammenlegung in der Ortschaft Hausmoning.   Im selben Jahr wurde in Lamprechtshausen das Mehrzweckgebäude eingeweiht, das verschiedene soziale und kulturelle Gruppierungen beherbergt, in dem aber auch Geschäftslokale und Wohnungen untergebracht sind. 2002 wurde die Sanierung der Hauptschule fertiggestellt.

## Kultur und Sehenswürdigkeiten
Arnsdorf

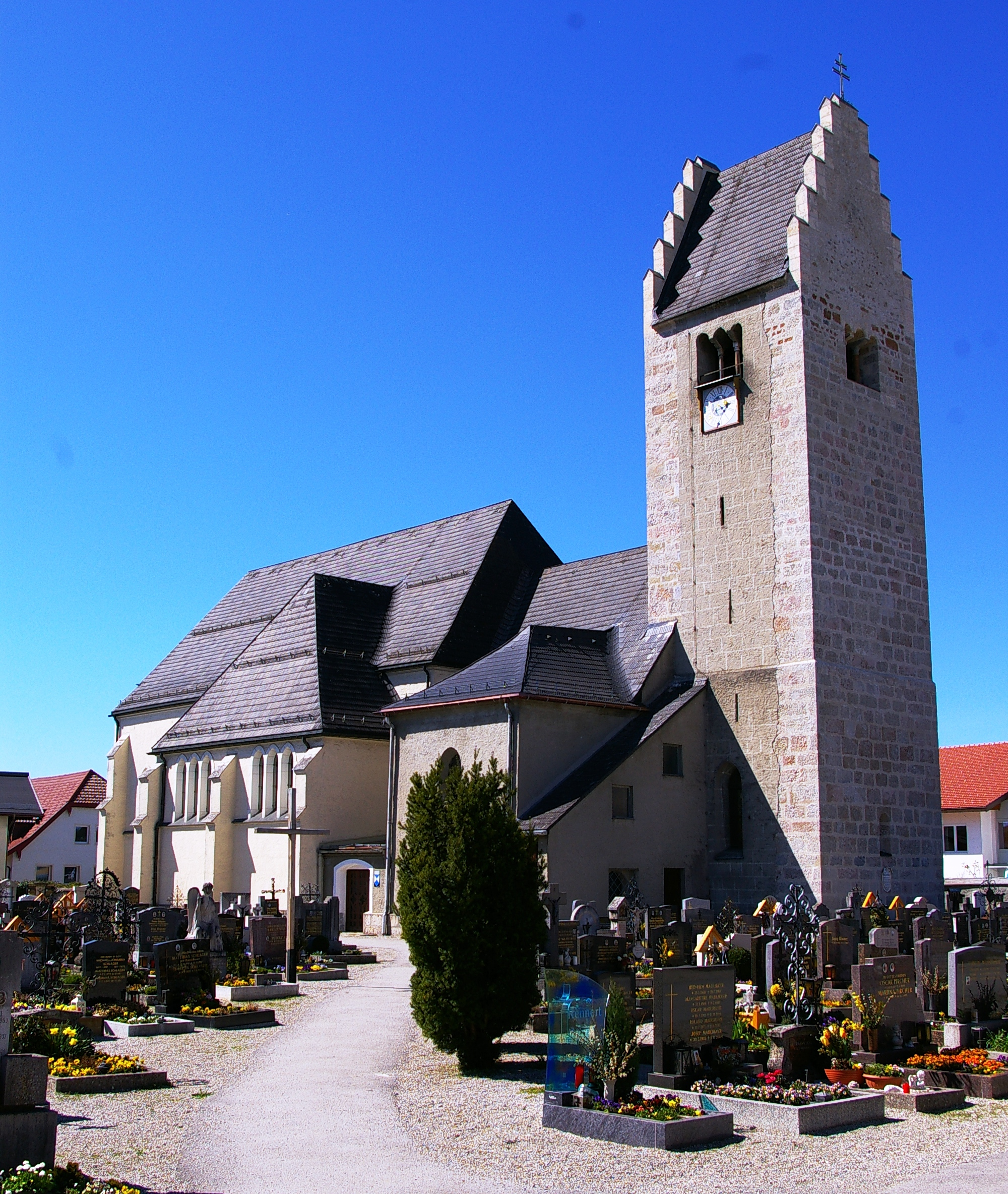
Pfarrkirche Lamprechtshausen

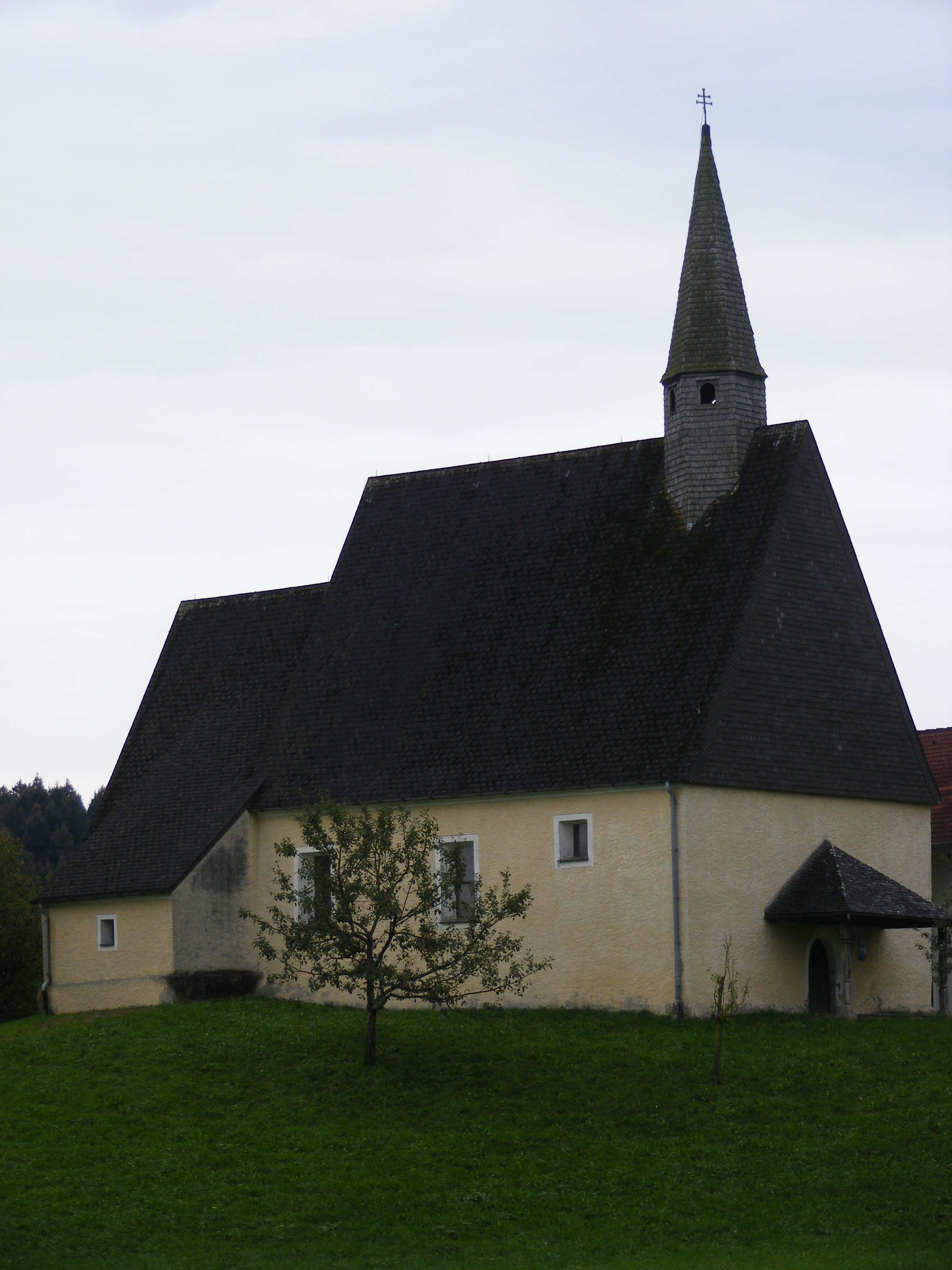
Filialkirche St. Alban

- Wallfahrtskirche Maria im Mösl in der Ortsmitte von Niederarnsdorf, urkundlich 1241, seither dem Benediktinerstift Michaelbeuern inkorporiert
- Kapelle Spöcklberg in Niederarnsdorf
- Franz-Xaver-Gruber-Museum, neben der Wallfahrtskirche im alten Schulhaus, 1771 als Mesnerhaus erbaut
- Brunnen vor dem Museum, mit Figur Posaune blasender Engel von Hans Pacher von 1963.
- Ehemaliger Pfarrhof in Oberarnsdorf, von 1688 bis 1689 erbaut[3]

Lamprechtshausen
- Katholische Pfarrkirche Lamprechtshausen hl. Martin in der Ortsmitte
- Sogenanntes Pfarrerstöck, südlich der Pfarrkirche, im Kern aus dem 15. Jahrhundert

andere Orte
- Filialkirche hl. Alban im Weiler St. Alban, gotischer Bau, 1397 geweiht
- Kapelle in Schwerting
- Kapelle in Wildmann[4]

In Lamprechtshausen liegt das kulturelle Schwergewicht auf Brauchtum und Tradition. Um deren Aufrechterhaltung bemühen sich folgende Gruppen:
- Brauchtumsgruppe „D'Weißwandler“
- Kopftuch- und Goldhaubengruppe
- Perchtenverein „Noctus-Pass“
- „Stille-Nacht“-Prangerschützen
- „Trachtenverein Lamprechtshausen“

In Arnsdorf konzentriert man sich auf das Vermächtnis von Franz Xaver Gruber, dem Komponisten des Weihnachtsliedes „Stille Nacht, heilige Nacht“. Sein ehemaliges Wohnhaus und zugleich sein Arbeitsplatz als Lehrer, das noch im ursprünglichen Zustand befindliche Schulhaus, ist seit 1956 als Stille-Nacht-Museum eingerichtet und gibt einen Einblick in seine Zeit.
Im Jahr 2006 wurde eine Initiative gestartet, eine im 18. Jahrhundert nachweisbare eigenständige Lamprechtshausener Tracht in Form des „Lamprechtshausener Mitterbesseren“ genannten Dirndlkleides neu zu beleben.
Zudem spielt in Lamprechtshausen die Musik eine zentrale Rolle. Als musikalische Vereinigungen gibt es folgende Gruppen:
- Trachtenmusikkapelle Lamprechtshausen
- Frauensingkreis Lamprechtshausen
- Kirchenchor
- Männergesangsverein Lamprechtshausen
- Musikverein Lamprechtshausen
- Tanzlmusik Lamprechtshausen
- Jägerchor Lamprechtshausen

## Wirtschaft und Infrastruktur
In Lamprechtshausen dominiert strukturell die Landwirtschaft. Noch 1999 dienten 90 % der landwirtschaftlichen Betriebe dem Haupterwerb mit einer durchschnittlichen Größe von 26,3 ha. Im Jahr 2008 waren insgesamt 7,4 % der Bevölkerung in der Landwirtschaft tätig. In den anderen wirtschaftlichen Bereichen lagen im selben Jahr die höchsten Beschäftigungszahlen im Bereich der Warenerzeugung (20,1 %), dem Handel (15,2 %) sowie dem Bauwesen (5,3 %).
2013 bis 2014 errichtete SalzburgMilch in Lamprechtshausen auf einer bebauten Fläche von 20.000 m² eine Molkerei, in der bis zu fünf verschiedene Milchsorten verarbeitet und bis zu 15.000 Tonnen Käse im Jahr produziert und gelagert werden können.
 Verkehr

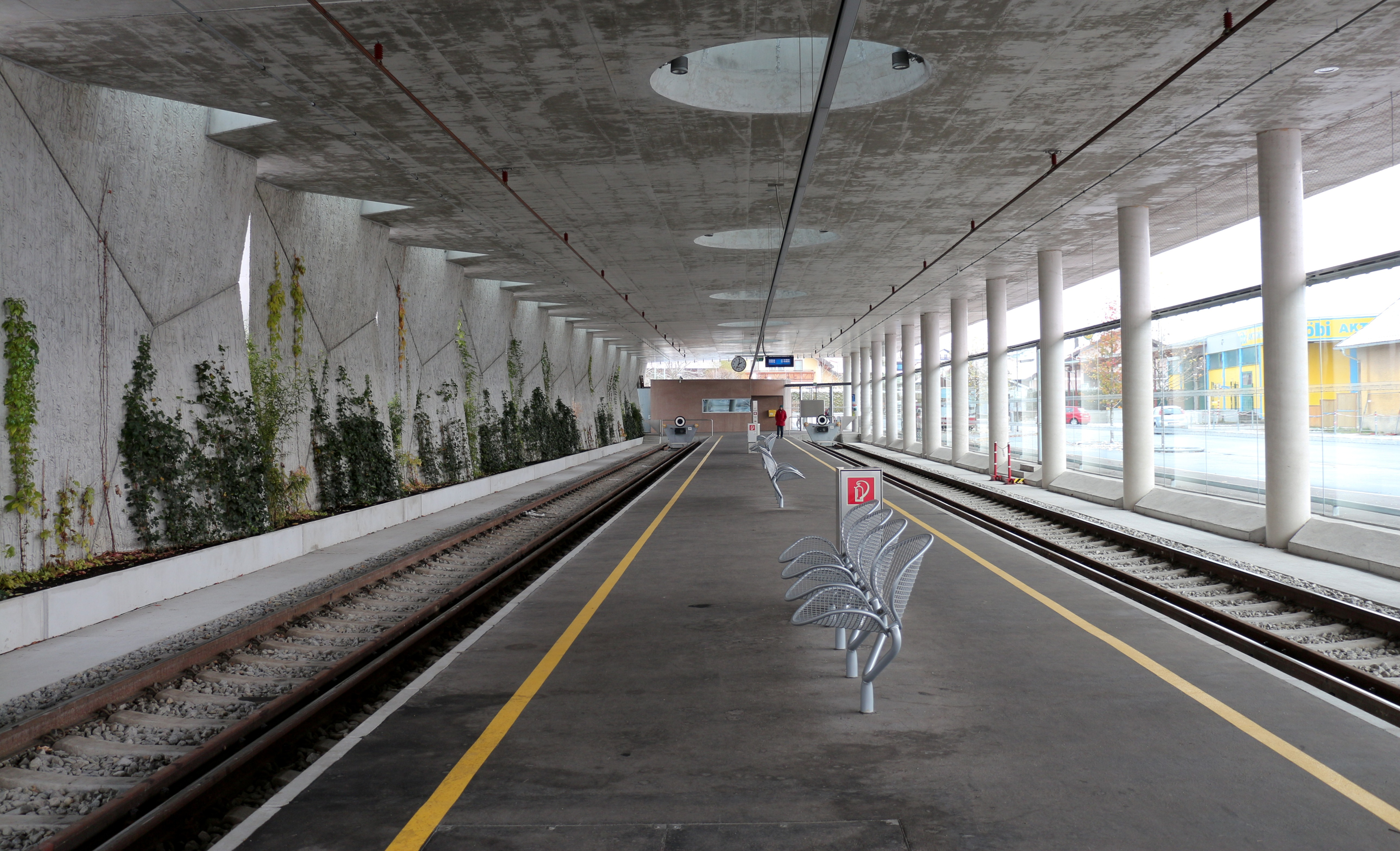
Die 2012 eröffnete Endhaltestelle der Salzburger Lokalbahn

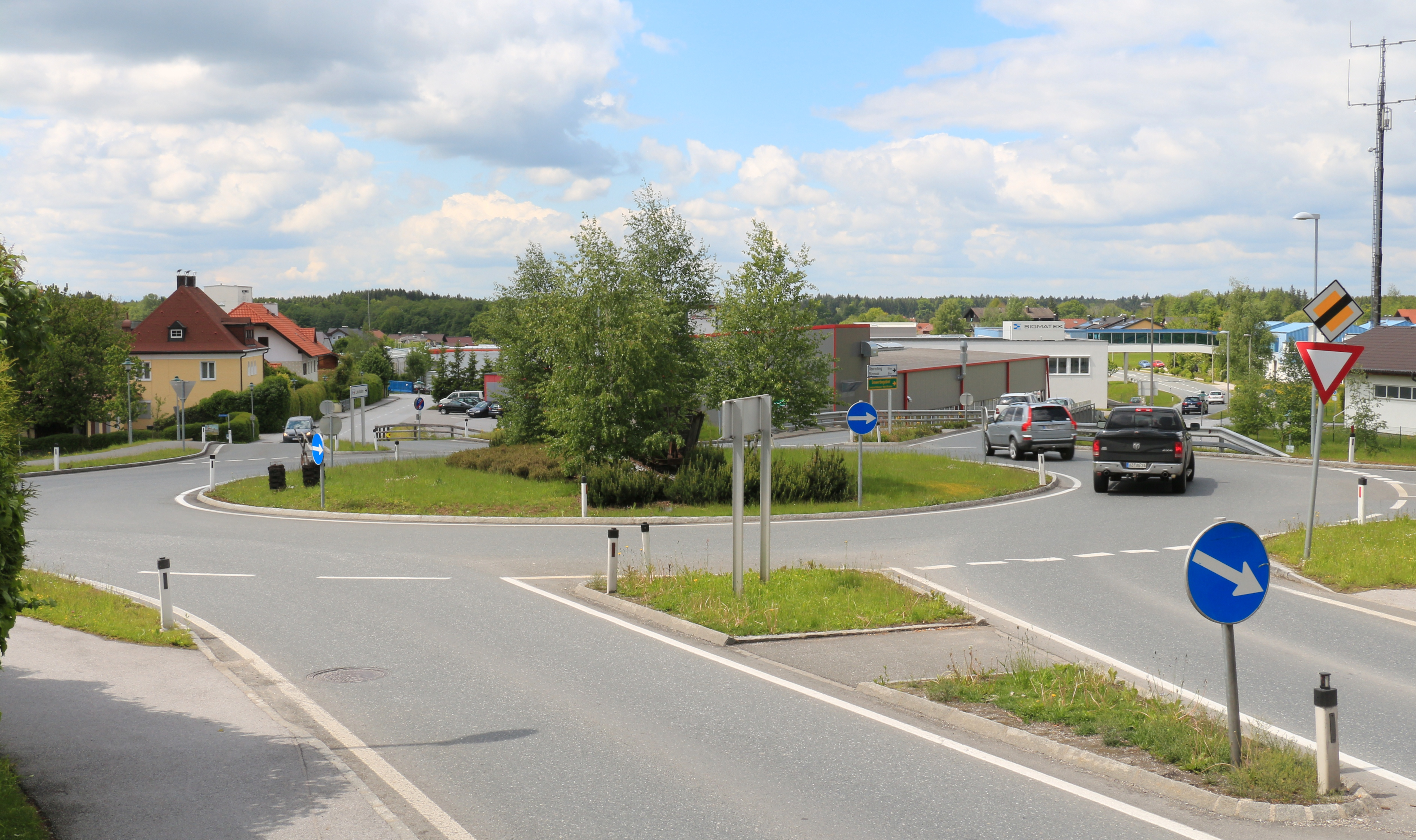
Kreisverkehr Lamprechtshausen an der B156

Der Bahnhof Lamprechtshausen ist Endpunkt der Salzburger Lokalbahn (Bahnstrecke Salzburg–Lamprechtshausen), diese ist als S1 in das Netz der S-Bahn Salzburg integriert. Sie wird halbstündlich, zeitweise viertelstündlich angefahren. Mit Umsteigen in Bürmoos auf die S11 (Bahnstrecke Bürmoos–Ostermiething) ist auch Ostermiething erreichbar. Beide Bahnstrecken werden von der Salzburg AG betrieben und besonders von Pendlern und Schülern genutzt.
Der Ort liegt an der von Salzburg nach Braunau am Inn führenden Lamprechtshausener Straße (B156) rund 22 Kilometer nördlich der Landeshauptstadt. Hier zweigt die Bürmooser Landesstraße nach Obereching, Gemeinde St. Georgen bei Salzburg, ab. Innerhalb des Kreisverkehrs sind Objekte zum früher im Weidmoos betriebenen Torfabbau zu sehen.

## Politik

### Gemeinderat
| Gemeinderatswahl 2024Wahlbeteiligung: 65,7 % 6050403020100 51,6 % (−1,0 %p)32,1 % (−2,8 %p)16,4 % (+3,9 %p) ÖVPFDLSPÖ20192024 |

Die Gemeindevertretung hat insgesamt 21 Mitglieder.
- Mit den Gemeindevertretungs- und Bürgermeisterwahlen in Salzburg 2004 hatte die Gemeindevertretung folgende Verteilung: 8 ÖVP, 6 FDL (Freie Demokraten Lamprechtshausen), und 5 SPÖ. (19 Mitglieder).
- Mit den Gemeindevertretungs- und Bürgermeisterwahlen in Salzburg 2009 hatte die Gemeindevertretung folgende Verteilung: 10 ÖVP, 7 FDL, und 4 SPÖ.[7]
- Mit den Gemeindevertretungs- und Bürgermeisterwahlen in Salzburg 2014 hatte die Gemeindevertretung folgende Verteilung: 9 ÖVP, 9 FDL, und 3 SPÖ.[8]
- Mit den Gemeindevertretungs- und Bürgermeisterwahlen in Salzburg 2019 hatte die Gemeindevertretung folgende Verteilung: 12 ÖVP, 7 FDL, und 2 SPÖ.[9]
- Mit den Gemeindevertretungs- und Bürgermeisterwahlen in Salzburg 2024 hat die Gemeindevertretung folgende Verteilung: 11 ÖVP, 7 FDL und 3 SPÖ.[10]

### Bürgermeister
- 1986–1999 Georg Junger (ÖVP)[11]
- 1999–2017 Johann Grießner (ÖVP)[12]
- seit 2017 Andrea Pabinger (ÖVP)[13]

### Wappen
1965 wurde der Gemeinde Lamprechtshausen von der Salzburger Landesregierung ein Wappen verliehen.
„In von Rot und Blau gespaltenem Schilde zwei zueinandergekehrte silberne Flügel und dazwischen unterhalb eine silberne Hausmarke, bestehend aus einem Angelhaken innerhalb eines aufragenden Leistensparrens, dessen Spitze in ein Tatzenkreuzlein endet.“
Lamprechtshausen wurde bereits im Jahre 768 anlässlich der Güterschenkung des Herefrid von Lamprechtshausen an die Zelle von Otting in den „Breves Notitiae“ genannt. Die Pfarre wurde 1241 der Benediktinerabtei Michaelbeuern inkorporiert, die seither nahezu ununterbrochen die Vikare stellt. So sollen die silbernen Flügel zu Michaelbeuern und die Hausmarke des Laurenz Lamprechtshausen von 1417 symbolhaft zur Geschichte des Ortes eine Beziehung herstellen.

## Persönlichkeiten

### Ehrenbürger der Gemeinde
- Anton Seywald († 1950), Oberlehrer[15]

### Söhne und Töchter der Gemeinde
- Albert Höfer (* 1. August 1932 – 10. Februar 2022), österreichischer Theologe, Autor, Priester und Psychotherapeut, wurde in Lamprechtshausen geboren und verbrachte hier seine Volksschulzeit
- Franz Gruber, österreichischer Volksschullehrer, Autor, Komponist und Organist, Sohn von Franz X. Gruber. Er gründete 1849 die Halleiner Liedertafel.
- Stefan Eder (* 1981), Springreiter, in Lamprechtshausen geboren

### Personen mit Bezug zur Gemeinde
- Axel Corti (1933–1993), österreichischer Filmregisseur, lebte lange Jahre in Arnsdorf, ist in Lamprechtshausen begraben
- Ignaz Glaser (1853–1916), Prager Unternehmer und Gründer einer der größten Tafelglasfabriken zur Zeit der Monarchie
- Franz Xaver Gruber (1787–1863), Komponist des Weihnachtsliedes Stille Nacht, heilige Nacht